# Tchadobets
Le Tchadobets (en russe : Чадобец) est une rivière de Russie qui coule en Sibérie dans l'oblast d'Irkoutsk et dans le krai de Krasnoïarsk. C'est un affluent de l'Angara en rive droite, donc un sous-affluent de l'Ienisseï.

## Géographie
Son bassin a une superficie de 19 700 km2 (surface de taille plus ou moins équivalente aux deux tiers du territoire de la Belgique ou à un peu moins de la moitié du territoire de la Suisse). Son débit moyen à la confluence est de plus ou moins 80 m3/s.  
Le Tchadobets naît dans les hauteurs situées au nord du cours de l'Angara, dans la partie nord-ouest de l'Oblast d'Irkoutsk. La rivière coule d'une manière générale en direction de l'ouest dans une région de moyenne montagne couverte de forêts et peu peuplée. Son parcours est très sinueux et se caractérise par de nombreux méandres. Après un parcours de 647 km, le Tchadobets finit par se jeter dans l'Angara en rive droite, une centaine de kilomètres en amont de Bogoutchany.
Le Tchadobets est habituellement pris par les glaces depuis la deuxième quinzaine d'octobre ou la première quinzaine de novembre, jusqu'à la fin du mois d'avril ou au début du mois de mai.

## Hydrométrie - Les débits à Yarkino
Le Tchadobets est un cours d'eau très irrégulier. Son débit a été observé pendant 42 ans (1957-1999) à Yarkino, localité située à quelque 133 km de son confluent avec l'Angara . 
À Yarkino, le débit inter annuel moyen ou module observé sur cette période était de 57,4 m3/s pour une surface prise en compte de 13 300 km2, soit plus ou moins 67 % de la totalité du bassin versant de la rivière qui en compte 19 700. La lame d'eau écoulée dans cette partie du bassin atteint le chiffre de 136 millimètres par an, ce qui doit être considéré comme peu élevé, et résulte de la modération des précipitations observées dans la majeure partie de son bassin.
Rivière alimentée en grande partie par la fonte des neiges, le Tchadobets est un cours d'eau de régime nivo-pluvial. 
Les hautes eaux se déroulent au printemps, au mois de mai et au début du mois de juin, ce qui correspond au dégel et à la fonte des neiges. Au mois de juin puis de juillet, le débit baisse fortement, puis se stabilise quelque peu à un niveau fort peu élevé pendant le reste de l'été et le début de l'automne, tout en baissant progressivement. Dès le mois de novembre, le débit de la rivière chute à nouveau, ce qui mène à la période des basses eaux. Celle-ci a lieu de novembre à avril inclus et correspond aux gels de l'hiver qui envahissent toute la Sibérie. 
Le débit moyen mensuel observé en mars (minimum d'étiage) est de 5,90 m3/s, soit un peu plus de 1,5 % du débit moyen du mois de mai, maximum de l'année (387 m3/s), ce qui souligne l'amplitude très importante des variations saisonnières, même dans le contexte des cours d'eau sibériens, pourtant caractérisés par des écarts saisonniers importants. Et ces écarts peuvent être encore plus élevés selon les années : sur la durée d'observation de 42 ans, le débit mensuel minimal a été de 1,51 m3/s en mars 1971, tandis que le débit mensuel maximal s'élevait à 627 m3/s en mai 1983. Et ce niveau n'a rien d'exceptionnel.
En ne considérant que la période estivale, la seule vraiment importante car libre de glaces (de mai à septembre inclus), le débit mensuel minimal observé a été de 12,8 m3/s en septembre 1969.